# Wellington (Ohio)
Wellington és una població dels Estats Units a l'estat d'Ohio. Segons el cens del 2000 tenia 4.511 habitants.

## Demografia
Segons el cens del 2000, Wellington tenia 4.511 habitants, 1.723 habitatges, i 1.173 famílies. La densitat de població era de 592,4 habitants per km².
Dels 1.723 habitatges en un 34,4% hi vivien nens de menys de 18 anys, en un 51,9% hi vivien parelles casades, en un 11,4% dones solteres, i en un 31,9% no eren unitats familiars. En el 27,3% dels habitatges hi vivien persones soles el 13,7% de les quals corresponia a persones de 65 anys o més que vivien soles. El nombre mitjà de persones vivint en cada habitatge era de 2,52 i el nombre mitjà de persones que vivien en cada família era de 3,07.
Per edats la població es repartia de la següent manera: un 27,2% tenia menys de 18 anys, un 8,4% entre 18 i 24, un 29% entre 25 i 44, un 19,3% de 45 a 60 i un 16,1% 65 anys o més.
L'edat mediana era de 35 anys. Per cada 100 dones de 18 o més anys hi havia 87,8 homes.
La renda mediana per habitatge era de 41.250 $ i la renda mediana per família de 45.460 $. Els homes tenien una renda mediana de 35.385 $ mentre que les dones 23.488 $. La renda per capita de la població era de 17.566 $. Aproximadament el 3,3% de les famílies i el 8,1% de la població estaven per davall del llindar de pobresa.

## Poblacions més properes
El següent diagrama mostra les poblacions més properes.